# James Sassoon, Baron Sassoon

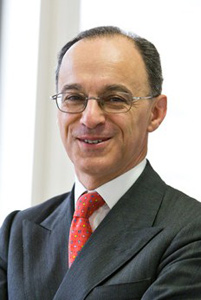
James Sassoon, Baron Sassoon, 2011

James Meyer Sassoon, Baron Sassoon Kt, FCA (* 11. September 1955) war von 2010 bis 2013 der Commercial Secretary to the Treasury im britischen Finanzministerium. James Sassoon arbeitete bereits vor seiner Berufung als Politischer Staatssekretär im Ministerrang von 2002 bis 2008 in verschiedenen Positionen im Finanzministerium und beriet danach David Cameron in finanzpolitischen Fragen.
Bei einer Kabinettsumbildung im September 2012 wurde beschlossen, dass Paul Deighton die Position des Commercial Secretary to the Treasury von James Sassoon im Januar 2013 übernimmt. 

## Ausbildung und berufliche Tätigkeit vor 2010
James Sassoon besuchte das Eton College und studierte danach an der Universität Oxford. Sassoon begann 1977 zuerst im privaten Finanz- und Bankbereich bei Thomson McLintock & Company zu arbeiten. Er wechselte 1985 zu S.G. Warburg & Co (heute UBS Warburg), wo er 1995 zum Direktor aufstieg und von 2000 bis 2002 als Vice Chairman für den Bereich Investment Banking verantwortlich war.
Nach seiner Tätigkeit bei UBS Warburg arbeitete Sassoon als Direktor von 2002 bis 2006 für Partnerships UK, den Merchants Trust von 2006 bis 2010, die ifs School of Finance und den Nuclear Liabilities Fund von 2008 bis 2010. Des Weiteren war Sassoon ein Vertreter des Trusts der National Gallery von 2002 bis 2009 und des Trusts des British Museums von 2009 bis 2010.
James Sassoon war von 2002 bis 2006 der Managing Director of Finance, Regulation and Industry im britischen Finanzministerium. 2007 wurde er zum Präsidenten des Arbeitskreises Maßnahmen zur Geldwäschebekämpfung gewählt, eine Position, die er bis 2008 innehatte. 
2008 wurde er zum Knight Bachelor geschlagen und wurde zum finanzpolitischen Berater David Camerons, der damals der Oppositionsführer im britischen  Unterhaus war, sowie ein Berater für George Osborne, den damaligen Schatten-Finanzminister. Er wurde ein Mitglied des Economic Recovery Committee des Schattenkabinetts von David Cameron.
James Sassoon ist der Autor der Tripartite Review, d. h. einer Untersuchung der Financial Services Authority, der Bank von England und des britischen Finanzministeriums in Hinsicht darauf, wie gut diese die Finanzstabilität des Landes gewähren können.
Nach dem Wahlsieg David Camerons im Mai 2010 wurde James Sassoon zum Commercial Secretary to the Treasury berufen und unter dem Life Peerages Act als Life Peer mit dem Titel Baron Sassoon, of Ashley Park in the County of Surrey, in das britische Oberhaus aufgenommen.

## Nach der Politik
Im Januar 2013 wurde er geschäftsführender Direktor von Jardine Matheson Holdings und deren britischer Tochtergesellschaft Matheson & Company. Außerdem ist er Direktor von Hongkong Land, Dairy Farm International Holdings und Mandarin Oriental sowie Vorsitzender des China-Britain Business Council.

## Privatleben
James Sassoon ist ein Mitglied der ausgedehnten Kaufmannsfamilie Sassoon. Sein Vater Hugh Meyer Sassoon ist ein Cousin des Dichters Siegfried Sassoon. James Sassoon ist verheiratet und hat drei Kinder.